# Hikaru Fujishima
Hikaru Fujishima (japanisch 藤嶋 洸 Fujishima Hikaru; * 5. April 1989 in Hachimantai) ist ein ehemaliger japanischer Fußballspieler.

## Karriere
Fujishima erlernte das Fußballspielen in der Schulmannschaft der Tono High School und der Universitätsmannschaft der Nippon Sport Science University. Seinen ersten Vertrag unterschrieb er 2012 bei Grulla Morioka. Am Ende der Saison 2013 stieg der Verein in die J3 League auf. 2015 wechselte er zu Vanraure Hachinohe. Ende 2015 beendete er seine Karriere als Fußballspieler.